# عبدالله مایگا (سیاستمدار)
عبدالله مایگا (انگلیسی: Abdoulaye Maïga؛ زادهٔ ۱۲ مهٔ ۱۹۸۱) سیاست‌مدار و نظامی اهل مالی است. وی از ۲۱ اوت تا ۵ دسامبر ۲۰۲۲ کفیل نخست‌وزیری مالی بوده‌است.
مایگا با درجه سرهنگ دومی در ژاندارمی ملی مالی خدمت میکند که بخشی از نیروهای مسلح مالی محسوب میشود.